# Лунинец (футбольный клуб)
«Лунинец» (бел. «Лунінец») — белорусский футбольный клуб из одноимённого города.

## История
Клуб был основан в 1999 году в городе Лунинец и отправился выступать во Вторую лигу. Лунинецкий клуб сразу стал победителем свой группы в чемпионате и получил путёвку в Первую лигу. В следующем сезоне клуб стал серебряным призёром чемпионата, однако из-за финансовых проблем по окончании сезона был расформирован. Позже клуб выступал в чемпионате Брестской области. В 2021 году футбольный клуб вернулся во Вторую лигу.

## Достижения
Вторая лига
 Победитель: 1999
Первая лига
 Серебряный призёр: 2000

## Главные тренеры
| Главный тренер             | Период работы |
| -------------------------- | ------------- |
| Яков Михайлович Шапиро     | 1999—2000     |
| Виктор Николаевич Гриневич | 2021—н. в.    |